# 藤井俊夫
藤井 俊夫（ふじい としお、1946年 - ）は、日本の法学者。千葉大学名誉教授。
千葉県生まれ。1968年早稲田大学第一法学部卒業、同大学院博士課程中退。1988年「憲法訴訟と違憲審査基準」で早稲田大学より法学博士の学位を取得。1976年千葉大学教育学部講師。のち助教授を経て教授。教育学部長、千葉大学理事を務めたのち、2006年に同大学専門法務研究科教授。2011年定年退任、名誉教授。

## 著書
- 『憲法訴訟の基礎理論』成文堂 1981
- 『行政法総論』成文堂 1985
- 『憲法訴訟と違憲審査基準』成文堂 1985
- 『事件性と司法権の限界』成文堂 1992
- 『経済規制と違憲審査』成文堂 1996
- 『憲法と国際社会』成文堂 2000
- 『情報社会と法』成文堂 2003
- 『学校と法』成文堂選書 2007
- 『司法権と憲法訴訟』成文堂 2007
- 『憲法と人権』全3巻　成文堂 2008
- 『憲法と政治制度』成文堂 2009

### 共編著
- 『はじめての行政法』黒川哲志共編著 小谷順子,新井誠,野田崇,木内英仁,今本啓介,洞澤秀雄著 成文堂 2005

## 論文
- <藤井俊夫